# فيكتور إيبانيز باسكال
فيكتور إيبانيز باسكال (بالإسبانية: Víctor Ibañez Pascual) (مواليد 21 أبريل 1989)، هو لاعب كرة قدم كان يلعب كحارس مرمى.

## وصلات خارجية
- فيكتور إيبانيز باسكال على موقع رابطة كرة القدم اليابانية للمحترفين (اليابانية)
- فيكتور إيبانيز باسكال على موقع قاعدة بيانات كرة القدم.إي يو (الإنجليزية)
- فيكتور إيبانيز باسكال على موقع Soccerway.com (الإنجليزية)
- فيكتور إيبانيز باسكال على موقع عالم كرة القدم.نت (الإنجليزية)
- فيكتور إيبانيز باسكال على موقع AS.com (الإسبانية)